# Constitution (droit romain)
Ne doit pas être confondu avec Constitution romaine.
Pour les articles homonymes, voir Constitution (homonymie).

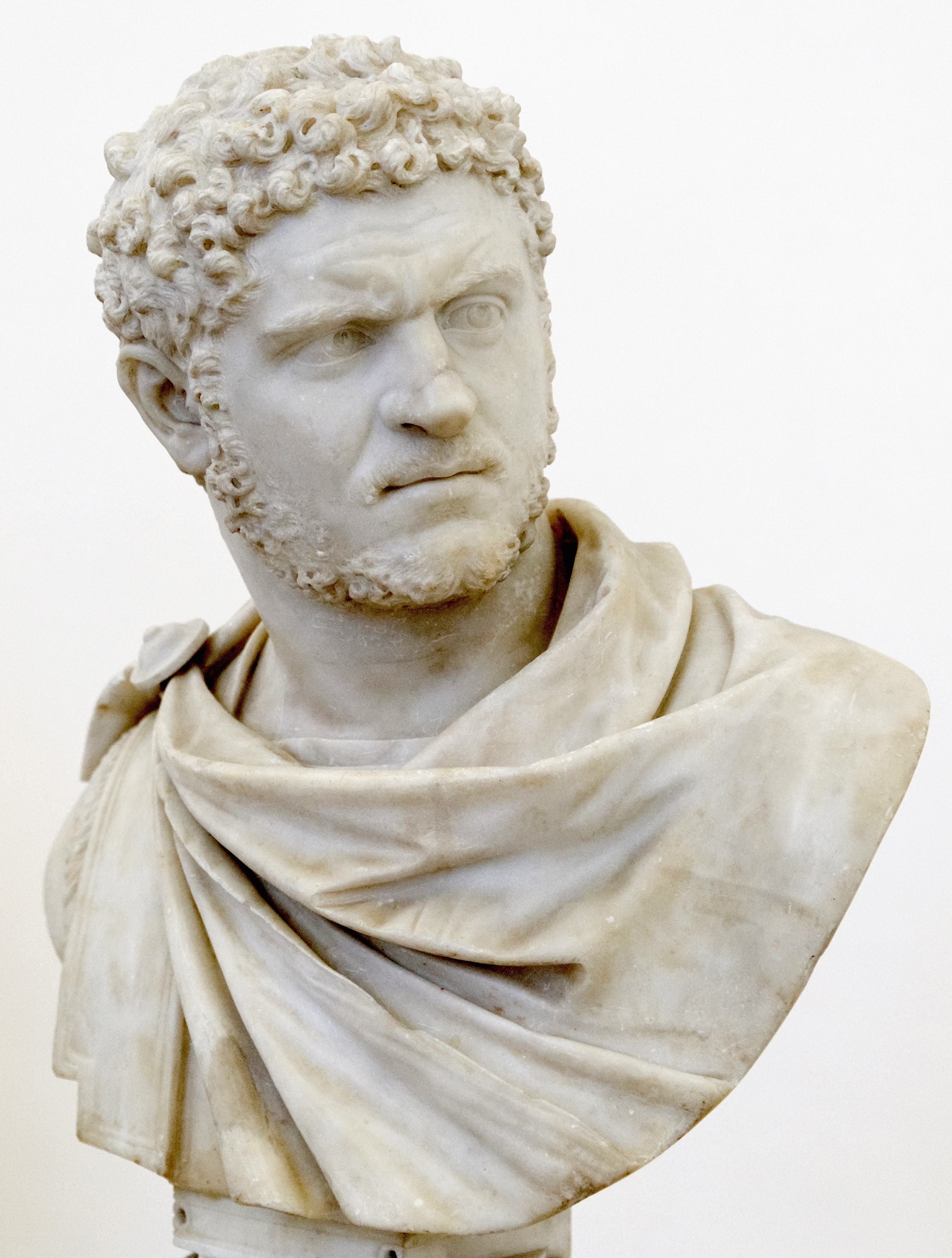
Caracalla, le.

Dans le droit romain, on appelle constitution toute promulgation législative par un empereur romain. Cela comprend les édits, des décrets (décisions judiciaires) et des rescrits (réponses écrites aux fonctionnaires ou aux pétitionnaires). Les mandata (instructions) donnés par l'empereur aux fonctionnaires n'étaient pas des constitutions, mais créaient des règles juridiques sur lesquelles les individus pouvaient se fier. 
L'une des constitutions les plus importantes émises par un empereur romain est la Constitutio Antoniniana de Caracalla de 212, également appelée l'édit de Caracalla ou la Constitution antonine, qui déclarait que tous les hommes libres de l'Empire romain devaient recevoir la citoyenneté romaine et tous les femmes libres de l'Empire devaient avoir les mêmes droits que les femmes romaines.